# 궁관 (타이베이시)

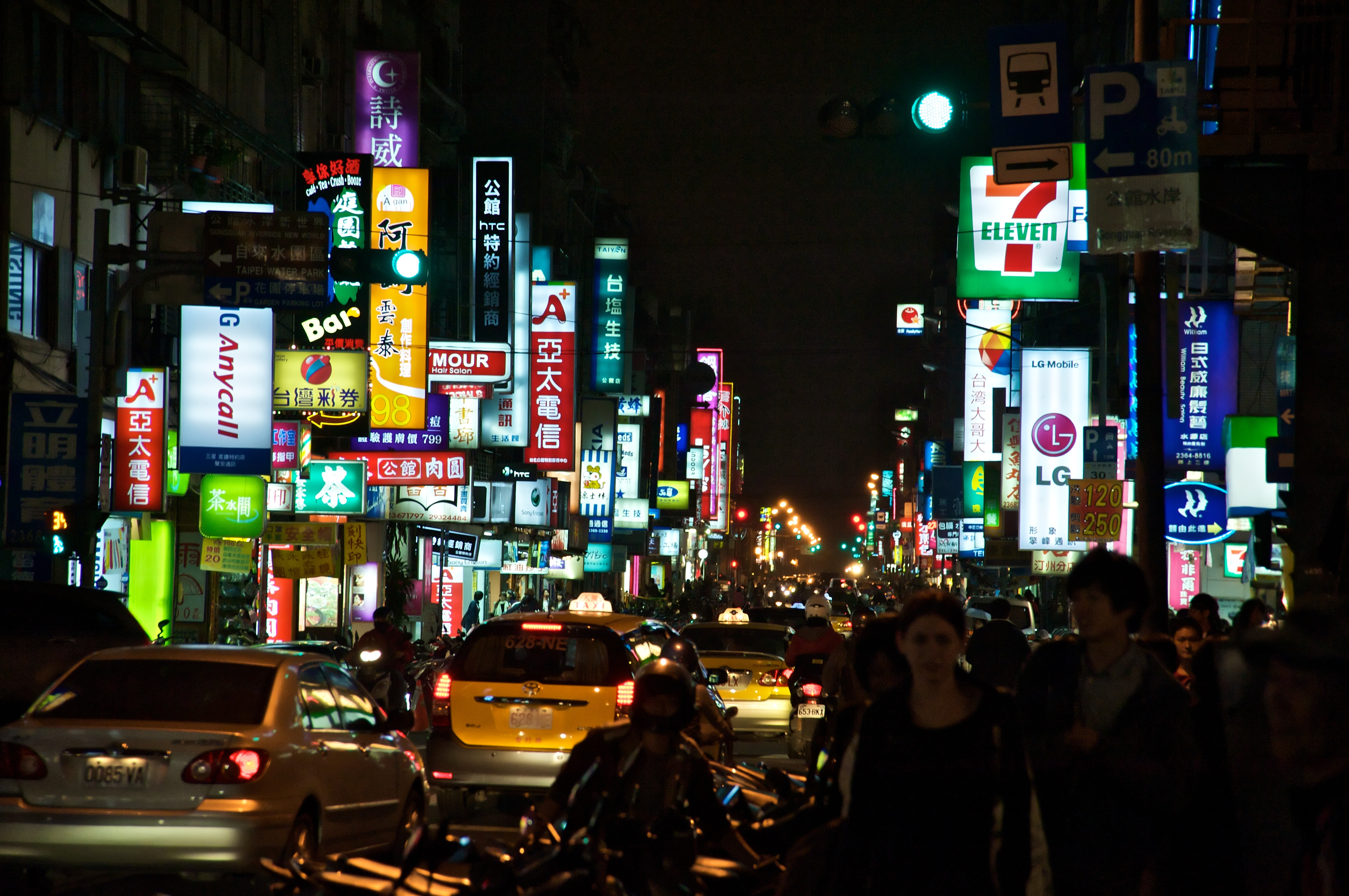
공관

궁관(公館)은 중화민국 타이베이시 다안 구와 중정 구 사이에 있는 지역이다. 젊은이들을 위한 가게들이 몰려있다.